# Ichromantis befascia
Ichromantis befascia es una especie de mantis de la familia Iridopterygidae.

## Distribución geográfica
Se encuentra en Madagascar.